# مقاطعة كالاهان (تكساس)

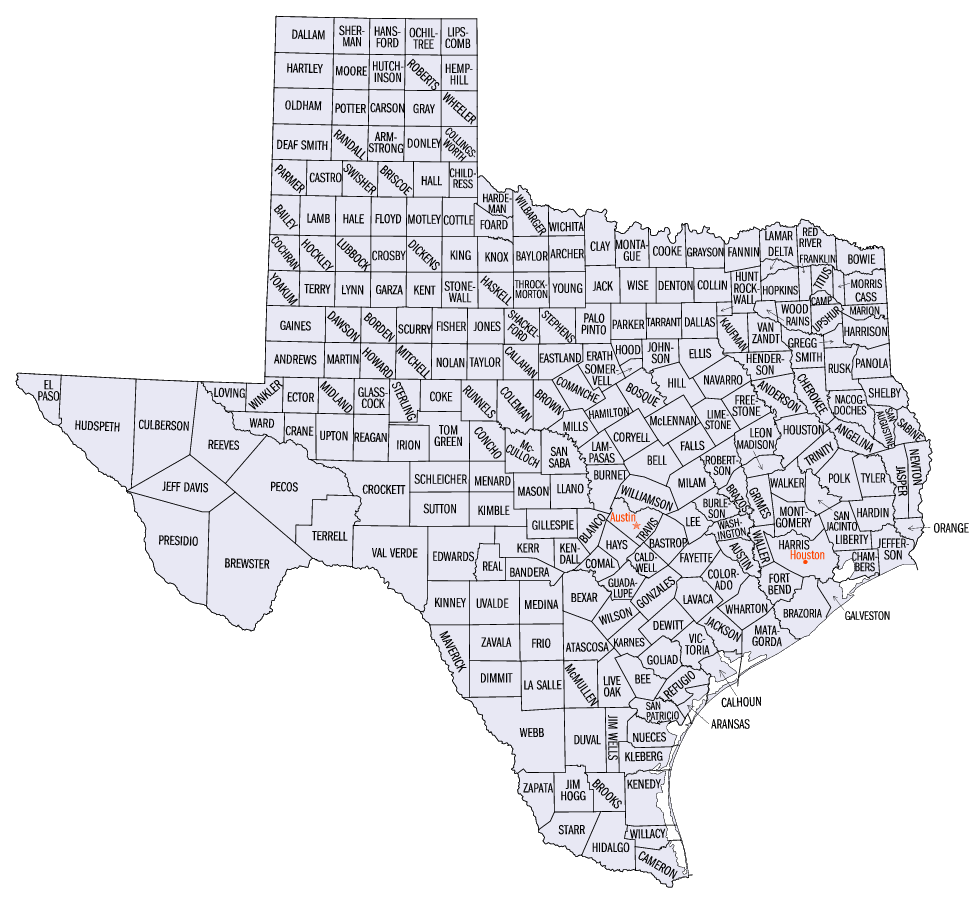
خارطة مقاطعات تكساس

مقاطعة كالاهان (بالإنجليزية: Callahan  County)‏ هي إحدى المقاطعات في ولاية تكساس، الولايات المتحدة الأمريكية.